# 도요카와시
도요카와시(일본어: 豊川市)는 일본 아이치현 동부에 있는 시이다. 2010년 2월 1일에는 호이군 고자카이정과 합병했다.

## 지리
아이치현 동부에 위치한다. 시 동부에는 도요가와강, 서부에는 오토와강, 중심부에는 사나강 등이 흘러 시 남서부에 있는 미카와만으로 흘러든다. 북부는 주로 산지로 골프장이 다수 존재한다.
평야부는 가마쿠라 시대의 "도칸 기행"에서 도요카와주쿠로 불렸으며 1934년에 도요카와 해군 공창이 개설될 때까지는 작은 취락으로 입회의 산림이 퍼져 있었다. 호노하라 지구는 공업 지구이고 육상자위대의 도요카와 주둔지도 있다. 실질적인 중심 시가지는 시청이 있는 스와 지구이고 도요카와이나리 몬젠마치와 중앙 도로(히메 가도)도 스와 지구와 연속하는 시가지를 구성한다.
국도 1호선이 서부를, 국도 23호선이 남서부를, 국도 151호선이 남동부를 지난다. 또 히메 가도로 불리는 도로가 시내를 동서로 가로지른다. 철도 노선으로는 4개 노선이 있고 간선도로와 거의 병행하고 있다.
봄이 되면 사나강이나 오토와강, 사쿠라 터널(시청 근처에 있는 벚꽃길)에서 벚꽃이 피어 거리를 물들인다. 여름에는 시내 각지에서 축제가 열려 몹시 활기차며, 비교적 온난한 기후로 겨울에도 눈이 거의 내리지 않는다.

## 인접하는 자치체
- 도요하시시
- 오카자키시
- 신시로시
- 가마고리시
- 호이군 고자카이정

## 역사
741년에 미카와국의 고쿠분지가 이곳에 두어졌다. 도요카와이나리의 몬젠마치로 발전해 조동종의 전문 승당을 가진다. 가마쿠라 시대에 가마쿠라 가도가 정비되면서 도요카와주쿠로 기능하였다.
- 1889년 10월 1일 - 정촌제 시행으로 주변 정촌이 합병해 호이군 도요카와촌이 되었다.
- 1893년 3월 13일 - 정으로 승격해 호이군 도요카와정이 되었다.
- 1939년 - 도요카와 해군 공창이 세워졌다.
- 1943년 6월 1일 - 호이군 도요카와정, 우시쿠보정, 야와타촌, 고정이 합병해 도요카와시가 되었다.
- 1955년 4월 12일 - 야나군 미카미촌을 편입하였다.
- 1959년 4월 1일 - 호이군 고유정을 편입하였다.
- 2006년 2월 1일 - 호이군 이치노미야정을 편입하였다.
- 2008년 1월 15일 - 호이군 오토와정, 미토정을 편입하였다.

## 교통

### 철도
- 도카이 여객철도
  - 도카이도 본선
  - 이다선

- 나고야 철도
  - 나고야 본선
  - 도요카와선

### 도로
- 도메이 고속도로
- 국도 제1호선
- 국도 제23호선
- 국도 제151호선
- 국도 제247호선
- 국도 제362호선

## 인구
| 연도 | 인구    | ±%     |
| ---- | ------- | ------ |
| 1950 | 98,332  | —      |
| 1960 | 105,590 | +7.4%  |
| 1970 | 130,997 | +24.1% |
| 1980 | 157,084 | +19.9% |
| 1990 | 168,796 | +7.5%  |
| 2000 | 176,698 | +4.7%  |
| 2010 | 181,882 | +2.9%  |